# Jakob Kaspar Tschopp
Jakob Kaspar Tschopp (Athanasius) (* 1803 in Knutwyl im Kanton Luzern; † 1882 in Einsiedeln) war ein Schweizer Geistlicher und Erfinder.
Er trat 1817 in die Stiftsschule zu Einsiedeln ein und legte 1820 das Ordensgelübde ab, wobei er den Namen Athanasius
erhielt. Ab 1826 bekleidete er alle möglichen Stellungen als Lehrer, Novizenmeister, Beichtiger. Einige Jahre verbrachte er als Prior des im Staate Indiana gegründeten Klosters in Amerika.
Neben seinen geistlichen Fächern widmete er sich mit Vorliebe der Physik, deren Lehrstuhl er von 1829 bis 1838 und dann wieder von 1849 bis 1851 bekleidete. Er erfand ein verbessertes Blasinstrument Ventilhorn, den Konotomograph zur Verzeichnung von Kegelschnitten und zum Erstellen parabolischer Hohlspiegel sowie Ende der 1840er den elektromagnetischen Copirtelegraphenapparat Typotelegraph, den der Mechaniker Meinrad Theiler (Vater von Richard Theiler) gefertigt hatte. Als in der 1850ern in der Schweiz das Telegrafenwesen unter der Leitung von Carl August von Steinheil eingeführt werden sollte, ermunterte man Tschopp, seinen Apparat in Bern vorzustellen. Steinheil und Matthäus Hipp fanden jedoch, dass der Apparat für die Praxis zu diffizil sei. Theiler, der sich hier eine Anstellung erhofft hatte, zog dann nach London, wo Frederick Collier Bakewell einen ähnlichen Apparat entwickelte.